# Internazionali di Tennis Città di Todi
Gli Internazionali di Tennis Città di Todi, noti in precedenza come Internazionali di Tennis dell'Umbria, sono un torneo professionistico di tennis giocato su campi in terra rossa. Fanno parte del circuito Challenger e si giocano annualmente dal 2007 al Tennis Club Todi 1971 di Todi, in Italia.
Le prime 11 edizioni fino al 2017 si sono tenute sotto il nome Internazionali di Tennis dell'Umbria sugli stessi campi. Non si sono giocati nel 2018 e 2019, sono tornati nel circuito nell'agosto 2020 con la nuova denominazione Internazionali di Tennis Città di Todi e sono stati uno dei primi tornei disputati dopo la pausa che il tennis mondiale si è preso dal marzo all'agosto del 2020 per la pandemia di COVID-19.

## Albo d'oro

### Singolare
| Anno       | Campione               | Finalista                  | Punteggio           |
| ---------- | ---------------------- | -------------------------- | ------------------- |
| 2025       | Timofej Skatov         | Stefano Travaglia          | 7–6(4), 0–6, 6–2    |
| 2024       | Carlos Taberner        | Santiago Rodríguez Taverna | 6–4, 6–3            |
| 2023       | Luciano Darderi        | Clément Tabur              | 6–4, 6(5)–7, 6–1    |
| 2022       | Pedro Cachín           | Nicolás Kicker             | 6–4, 6–4            |
| 2021       | Mario Vilella Martínez | Federico Gaio              | 7–6(3), 1–6, 6–3    |
| 2020       | Yannick Hanfmann       | Bernabé Zapata Miralles    | 6–3, 6–3            |
| 2019- 2018 | Non disputati          | Non disputati              | Non disputati       |
| 2017       | Federico Delbonis      | Marco Cecchinato           | 7–5, 6–1            |
| 2016       | Miljan Zekić           | Stefano Napolitano         | 6(6)–7, 6–4, 6–3    |
| 2015       | Aljaž Bedene           | Nicolás Kicker             | 7–6(3), 6–4         |
| 2014       | Aljaž Bedene           | Márton Fucsovics           | 7–6(6), 3–6, 6–4    |
| 2013       | Pere Riba              | Santiago Giraldo           | 7–6(5), 2–6, 7–6(6) |
| 2012       | Andrej Kuznecov        | Paolo Lorenzi              | 6–3, 2–0 rit.       |
| 2011       | Carlos Berlocq         | Filippo Volandri           | 6–3, 6–1            |
| 2010       | Carlos Berlocq         | Marcel Granollers          | 6–4, 6–3            |
| 2009       | Simon Greul            | Adrian Ungur               | 2–6, 6–1, 7–6(6)    |
| 2008       | Tomas Tenconi          | Rubén Ramírez Hidalgo      | 4–6, 6–3, 6–0       |
| 2007       | Stefano Galvani        | Adrian Ungur               | 7–5, 6–2            |

### Doppio
| Anno       | Campioni                            | Finalisti                                 | Punteggio            |
| ---------- | ----------------------------------- | ----------------------------------------- | -------------------- |
| 2025       | Filippo Romano Jacopo Vasamì        | Daniel Cukierman Johannes Ingildsen       | 6–4, 6–3             |
| 2024       | Ivan Sabanov Matej Sabanov          | Filip Bergevi Mick Veldheer               | 6–4, 7–6(3)          |
| 2023       | Fernando Romboli Marcelo Zormann    | Román Andrés Burruchaga Orlando Luz       | 6(13)–7, 6–4, [10–5] |
| 2022       | Guido Andreozzi Guillermo Durán     | Romain Arneodo Jonathan Eysseric          | 6–1, 2–6, [10–6]     |
| 2021       | Francesco Forti Giulio Zeppieri     | Facundo Díaz Acosta Alexander Merino      | 6–3, 6–2             |
| 2020       | Ariel Behar Andrej Golubev          | Elliot Benchetrit Hugo Gaston             | 6–4, 6–2             |
| 2019- 2018 | Non disputati                       | Non disputati                             | Non disputati        |
| 2017       | Steven De Waard Ben McLachlan       | Marin Draganja Tomislav Draganja          | 6(7)–7, 6–4, [10–7]  |
| 2016       | Marcelo Demoliner Fabrício Neis     | Salvatore Caruso Alessandro Giannessi     | 6–1, 3–6, [10–5]     |
| 2015       | Flavio Cipolla Máximo González      | Andreas Beck Peter Gojowczyk              | 6–4, 6–1             |
| 2014       | Guillermo Durán Máximo González     | Riccardo Ghedin Claudio Grassi            | 6–1, 3–6, [10–7]     |
| 2013       | Santiago Giraldo Cristian Rodríguez | Andrea Arnaboldi Gianluca Naso            | 4–6, 7–6(2), [10–3]  |
| 2012       | Martin Fischer Philipp Oswald       | Marco Cecchinato Alessio di Mauro         | 6–3, 6–2             |
| 2011       | Stefano Ianni Luca Vanni            | Martin Fischer Alessandro Motti           | 6–3, 6–1             |
| 2010       | Flavio Cipolla Alessio di Mauro     | Marcel Granollers Gerard Granollers Pujol | 6–1, 6–4             |
| 2009       | Martin Fischer Philipp Oswald       | Pablo Santos Gabriel Trujillo Soler       | 7–5, 6–3             |
| 2008       | Gianluca Naso Walter Trusendi       | Alberto Brizzi Alessandro Motti           | 4–6, 7–6(3), [10–4]  |
| 2007       | Daniele Giorgini Alessandro Motti   | Enrico Burzi Stefano Galvani              | 3–6, 7–5, [10–4]     |